# Richard Rubottom
Roy Richard Rubottom, Jr. (Brownwood, Texas, 13 de fevereiro de 1912 - 6 de dezembro de 2010) foi um diplomata norte-americano, mais notável para ser secretário assistente de Estado para Assuntos Interamericanos entre 1957 e 1960, cargo pelo qual desempenhou um importante papel na resposta dos Estados Unidos à Revolução Cubana.